# ماوريتسيو بوتشيتينو
ماوريتسيو بوتشيتينو (بالإسبانية: Maurizio Pochettino) هو لاعب كرة قدم إسباني، ولد في 30 مارس 2001 في برشلونة في إسبانيا.